# Culver Cadet
Pour les articles homonymes, voir Cadet.
Le Culver Cadet était un monoplan biplace léger, conçu et produit aux États-Unis par la Culver Aircraft Company (en) à la fin des années 1930. Il connut également une carrière en tant que drone radiocommandé au sein de l'Armée américaine.

## Conception et développement
Le concepteur aéronautique Albert « Al » Mooney (en) développa en 1939 une version améliorée du Culver Dart, afin de fournir des performances améliorées tout en employant un moteur à pistons plus petit. À l'origine désigné « Culver Model L », le prototype réalisa son premier vol le 2 décembre 1939, puis reçut le nom de « Cadet ». Bien qu'étant d'apparence similaire à celle du Dart, le Cadet possédait un fuselage semi-monocoque — au lieu du fuselage en tubes d'acier soudés de son prédécesseur —, un train d'atterrissage classique rétractable et était doté d'ailes à extrémités elliptiques (comme le Spitfire des Britanniques). La première version, le Cadet LCA était propulsée par un moteur à quatre cylindres à plat Continental A75-8 (en) de 75 ch (56 kW).
La version de 1941 fut désignée Cadet LFA et recevait plusieurs améliorations, ainsi qu'un équipement plus étoffé, et était équipé d'un moteur Franklin de 90 ch (67 kW). La production prit fin à la suite de l'entrée en guerre des États-Unis, en décembre 1941, mais le Cadet avait trouvé des clients à l'export, parmi lesquels l'Uruguay, et commença une nouvelle carrière avec un rôle militaire particulier.
Le Cadet fut l'un des six modèles d'avions conçus par Al Mooney pendant ses huit ans de travail au sein de la compagnie Culver. Il quitta ensuite cette dernière pour fonder sa propre compagnie, Mooney Aircraft.

## Carrière opérationnelle
En août 1940, le United States Army Air Corps publia une requête pour un petit appareil radiocommandé, devant être utilisé comme cible volante. Culver proposa une version radiocommandée de son Cadet LFA. Le premier avion fut désigné « Culver A-8 » — plus tard le « XPQ-8 » — et était dérivé du Cadet LFA, mais possédait un train d'atterrissage tricycle fixe. Après des essais réussis, une commande de production de 200 exemplaires fut passée, les appareils étant alors re-désignés « PQ-8 », le « A » de « Aerial Target » pouvant être confondu avec le « A » des avions d'attaque, il fut retiré de la désignation des drones-cibles. Plus tard, une autre commande de 200 exemplaires fut passée, cette fois pour une version dotée d'un moteur plus puissant, désignée « PQ-8A ». À la fin de l'année 1941, la United States Navy fit l'achat d'un PQ-8A pour l'évaluer, puis en commanda 200 exemplaires la même année, sous la désignation de « TDC-2 »,. Une version agrandie et améliorée fut plus tard produite, sous la désignation de « Culver PQ-14 Cadet ».
Le PQ-8 disposait toujours d'un poste de pilotage classique, et un pilote pouvait prendre place à bord pour les vols de liaison entre deux emplacements distincts. L'avion n'était radiocommandé que pour les essais d'armements dirigés contre lui.

## Exemplaires préservés
Plusieurs Cadets, avec des origines militaires ou civiles, étaient toujours en condition de vol aux États-Unis, en 2012. D'autres sont conservés en état de vol par des musées :
- Le National Air and Space Museum, à Washington DC possède un Culver TD2C-1 s/n 120035, qui fut utilisé par l'US Navy[4]. Cet appareil est stocké en attente de restauration ;
- Le Culver Cadet LCA immatriculé NC34785, produit en 1941, est exposé au Western Antique Aeroplane & Automobile Museum (en), à Hood River, dans l'État de l'Oregon, aux États-Unis[1].
- Le Culver Cadet LCA immatriculé NC41725, produit en 1942, est exposé à l'Airpower Museum à Blakesburg, dans l'Iowa[5].

## Versions

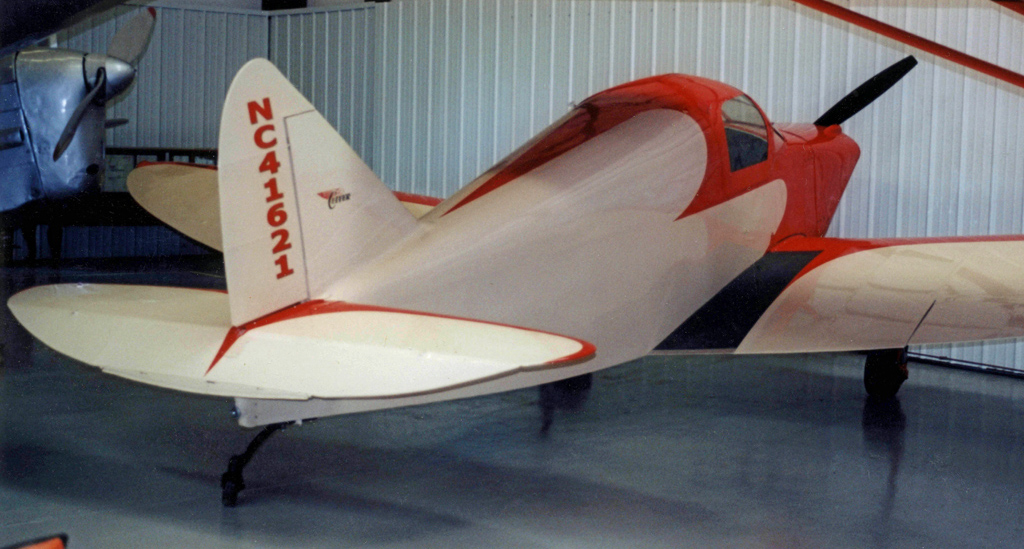
Un Cadet LCA de 1941 préservé en état de vol, photographié en 2006.

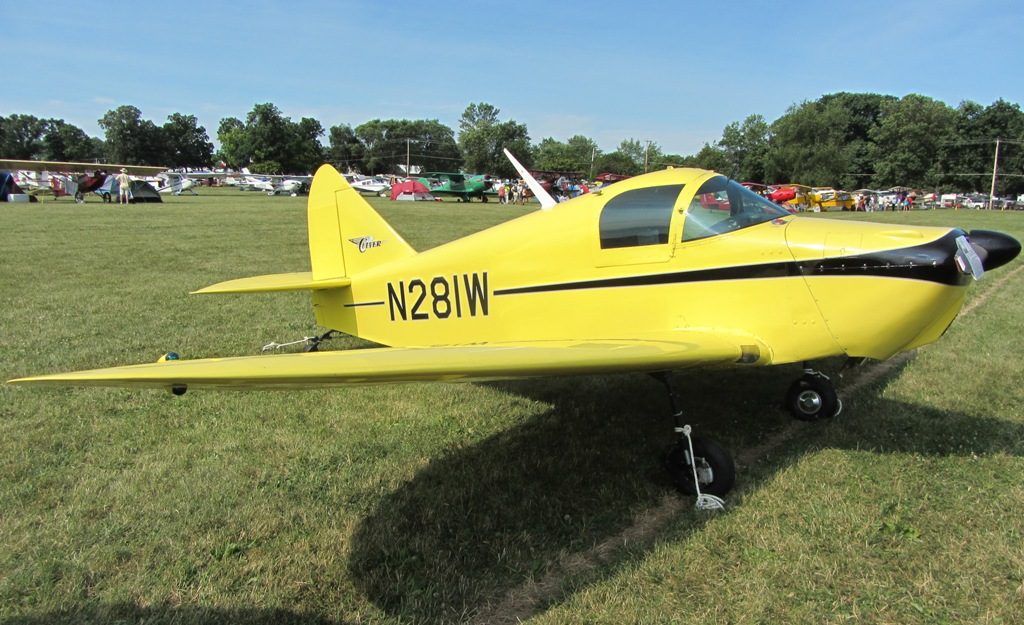
Un exemplaire de 1940.

- Cadet LCA : Version de production initiale, propulsée par un Continental A75-8 (en) de 75 ch (56 kW) ;
- Cadet LFA : Version de production améliorée, propulsée par un Franklin 4AC-176-F3 (en), 4AC-176-D2 ou 4AC-176-D3 de 80 ch (60 kW), et dotée d'un système et un démarreur entièrement électriques ;
- Cadet LFA-90 : Version en édition limitée, propulsée par un Franklin 4AC-199-E3 (en) de 90 ch (67 kW) ;
- LAR (Army A-8) : Désignation initiale de la version radiocommandée militaire, plus tard re-désignée PQ-8 ;
- LAR-90 (Army A-8) : Désignation de la version de production initiale du drone militaire, produite à 200 exemplaires ;
- PQ-8A : Version PQ-8 propulsée par un moteur Lycoming O-290 (en) de 125 ch (93 kW), re-désignée Q-8A en 1948. Elle fut produite à 200 exemplaires ;
- Q-8A : Désignation de la version PQ-8A à partir de 1948 ;
- TDC-1 : Désignation d'un exemplaire du PQ-8 acheté pour évaluations par l'US Navy ;
- TDC-2 : Désignation de la version de production pour l'US Navy[3], produite à 200 exemplaires ;
- Aero Systems Cadet STF : Concept « optimisé » en kit du Cadet, proposé par la société Aero Systems de La Mesa, en Californie, en 2010. Les plans font appel à une structure en bois et acier, avec un moteur Continental O-200 de 100 ch (75 kW), donnant une vitesse de croisière de 217 km/h[6].

## Utilisateurs
- États-Unis :
  - United States Army Air Corps ;
  - United States Navy.

## Spécifications techniques (Cadet LFA)
Données de Andreas Parsch, sur « designation-systems.net »
Caractéristiques générales
- Équipage : 1 pilote
- Longueur : 5,38 m
- Envergure : 8,23 m
- Hauteur : 1,68 m
- Surface alaire : 11,15 m2
- Masse à vide : 366 kg
- Masse maximale au décollage : 592 kg
- Moteur : 1   Moteur à pistons 4 cylindres à plat refroidis par air Franklin 4AC-176-F3 (en) de 80 ch (60 kW)

 Performances 
- Vitesse maximale : 229 km/h
- Distance franchissable : 805 km
- Plafond : 5 180 m
- Charge alaire : 32,82 kg/m2
- Rapport poids-puissance : 4,57 kg/ch

### Magazines
: document utilisé comme source pour la rédaction de cet article.
- (en) Robby Bayerl, Martin Berkemeier et al., « World Directory of Leisure Aviation 2011–12 », World Directory of Leisure Aviation, Lancaster, Royaume-Uni, Japan Society of Geoinformatics,‎ 2011 (ISSN 1368-485X).
- (en) Frank B. Mormillo, « Defenceless Warrior : Culver's PQ-14 Drone », Air Enthusiast, no 93,‎ mai–juin 2001.